# Vivir es formidable
Vivir es formidable es una película de Argentina filmada en colores dirigida por Leo Fleider sobre el guion de Abel Santa Cruz  según la obra teatral de Alfonso Paso que se estrenó el 12 de enero de 1966 y que tuvo como protagonistas a Virginia Luque, Gilda Lousek, Walter Vidarte y Enzo Viena.

## Sinopsis
Un matrimonio alquila en su casa una habitación a una pareja de recién casados con problemas sexuales.

## Reparto
- Virginia Luque
- Gilda Lousek
- Walter Vidarte
- Enzo Viena
- Maurice Jouvet
- Nelly Beltrán
- Guillermo Cervantes Luro
- Corrado Corradi
- Osvaldo Terranova
- Gilberto Peyret
- Víctor Martucci
- Mario Savino

## Comentarios
J.H.S. opinó:

”Suerte de sainete de conventillo –ahora casa de departamentos- de esos que proliferaron hace 40 años. Una larga sucesión de escenas en torno de dos parejas que se pelean y recpncilian sin matiz psicológico alguno”.

La Prensa escribió:

”Cosas que se han visto 100 veces en teatro y cine y que se reproducen con una desolada falta de gracia”.

Clarín dijo del filme:

”Eficaz versión”.